# Asaccus kermanshahensis
Asaccus kermanshahensis е вид влечуго от семейство Phyllodactylidae. Видът не е застрашен от изчезване.

## Разпространение
Разпространен е в Иран.